# Hildegard Buchwald-Wegeleben
Hildegard Buchwald-Wegeleben (* 1917) war eine deutsche Tänzerin und Theaterpädagogin. Sie arbeitete von 1946 bis 1983 als Bewegungslehrerin, Dozentin und Choreografin an der Schauspielschule des Deutschen Theaters, der heutigen Hochschule für Schauspielkunst Ernst Busch. Ab 1993 war sie als Honorarprofessorin an der Hochschule tätig, an der sie auch zum Ehrenmitglied ernannt wurde.

## Leben und Wirken
Hildegard Buchwald arbeitete seit der Wiedereröffnung der Schauspielschule des Deutschen Theaters direkt nach dem Zweiten Weltkrieg 1946 bis 1983 als festangestellte Dozentin für die Bewegung des Schauspielers. Im Rahmen ihrer Lehrtätigkeit erarbeitete sie gemeinsam mit den Studierenden der Staatlichen Schauspielschule Berlin auch Choreografien für Studioinszenierungen. 
Ihre Ausbildung hatte Buchwald an der Jutta-Klamt-Schule in Berlin und bei der Tänzerin Mary Wigman absolviert. Als Dozentin entwickelte sie eine richtungsweisende Methodik, die körperliche Fertigkeiten als Kern der Bewegungsausbildung in die Schauspielausbildung untrennbar integrierte. Anstatt auf die Wiederholung vorgegebener Übungen und Bewegungsabläufe setzte ihre Unterrichtsmethode auf die individuelle Entwicklung schauspielerisch motivierter Bewegungsvorgänge. Die von Buchwald entwickelten Übungen zielten darauf ab, ein Bewusstsein für Bewegungsmechanismen auszubilden (z. B. Ursache/Wirkung, Spannung/Entspannung, Mit-/Gegenbewegung, Hebelfunktion, Bewegungsansatz, Raumgefühl). Die körperliche Gestaltung einer Figur verstand sie als Abweichung von der eigenen „normalen“ Verhaltensweise, etwa durch Veränderungen von Schwerpunkt, Rhythmik, Haltung. Die Methodik war von Mary Wigmans Bewegungslehre beeinflusst und wurde in der Folge zum Fach ,Körper-Stimmbildung‘ weiterentwickelt. 1985 sagte sie rückblickend über ihre Arbeit: „Vier Jahrzehnte Bewegungsstudium mit Schauspielstudenten und mit bereits „gestandenen“ Schauspielern, waren auch für mich eine Zeit des Lernens, der Verteidigung gegen modische Trends, aber auch des Dazulernens.“
Neben ihrer Lehrtätigkeit an der Hochschule arbeitete sie auch als Bewegungslehrerin an zahlreichen Theatern der DDR, z. B. ab 1959 am Berliner Ensemble.
Ihre Erfahrungen und Erkenntnisse gab sie noch als über Siebzigjährige zwischen 1990 und 1994 an die Studierenden des Studienganges Bewegungspädagogik der Hochschule für Schauspielkunst Ernst Busch weiter, wie zum Beispiel an die Bewegungsdozentin Vera Schlenker. Ab 1993 arbeitete Buchwald als Honorarprofessorin an der Hochschule, die sie zum Ehrenmitglied ernannte.

## Choreografie
- 1964: Bertolt Brecht: Mann ist Mann, Regie: Uta Birnbaum[5]
- 1971: Carlo Goldoni: Krach in Chiozza, Regie: Gertrud-Elisabeth Zillmer[6]
- 1971: Vive la Commune, Regie: Heinz-Uwe Haus und Dieter Mann[7]
- 1972: Bertolt Brecht: Aufstieg und Fall der Stadt Mahagonny, Regie: Ottfried Knorr[8]
- 1976: Bertolt Brecht: Die Kleinbürgerhochzeit, Regie: Alexander Wikarski[9]
- 1977: Claude Prin: Zeremoniell um einen Kampf, Regie: Gertrud-Elisabeth Zillmer[10]
- 1981: Carl Sternheim: Die Schule von Uznach oder Neue Sachlichkeit, Regie: Gertrud-Elisabeth Zillmer[11]
- 1984: Peter Hacks nach Jaques Offenbach: Die schöne Helena, Regie: Brigitte Soubeyran

## Publikationen
- Zum Fach Bewegung. In: Rudolf Penka (Hrsg.): Stockholmer Protokoll. Henschel Verlag, Berlin 1969.
- Bewegung. In: Gerhard Ebert und Rudolf Penka (Hrsg.): Schauspielen. Handbuch der Schauspieler-Ausbildung. Henschel, Berlin 1985.